# Malgersdorf
Malgersdorf – miejscowość i gmina w Niemczech, w kraju związkowym Bawaria, w rejencji Dolna Bawaria, w regionie Landshut, w powiecie Rottal-Inn, wchodzi w skład wspólnoty administracyjnej Falkenberg. Leży około 18 km na północny zachód od Pfarrkirchen, nad rzeką Kollbach, przy drodze B20.